# カリーシャ・ウェスト
カリーシャ・ウェスト（Kaliesha West、1988年2月11日 - ）は、アメリカ合衆国の女子プロボクサー。初代WBO女子バンタム級王者。ミシガン州サウス・ヘブン出身。

## 来歴
2006年2月23日、デビュー戦でスザンナ・ワーナーからダウンを奪い判定勝利。
その後も勝ち星を重ね、2008年11月18日にIFBA北米バンタム級王者アバ・ナイトと対戦し、判定負け。
2010年1月21日、元世界王者アダ・ベレスと対戦し引き分け。
3月26日、アニータ・クリステンセンと空位のWPBF女子世界王座決定戦を行ったが引き分け。
9月18日、エンジェル・グラドニーと新設のWBO世界女子王座を争い、7回KOで王座獲得。
2011年6月18日、初防衛戦としてアバ・ナイトと対戦し、引き分けに終わったが初防衛に成功した。
8月20日、ジェシカ・ビィラヒカンナを判定で降し2度目の防衛。
2012年4月14日、WBAライトフライ級暫定王者クラウディア・ロペスを判定で降し3度目の防衛。
2012年10月6日、クリスティーナ・ルイスとIFBA世界スーパーバンタム級王座決定戦を行い、判定で2階級制覇達成。

## 戦績
- 20戦16勝（4KO）1敗3分け

## 獲得タイトル
- WBO女子世界バンタム級王座
- IFBA世界スーパーバンタム級王座